# Bustos (Valderrey)
Bustos es una localidad del municipio leonés de Valderrey, en la Comunidad Autónoma de Castilla y León. 
La iglesia está dedicada a san Pelayo.

## Localidades limítrofes
Confina con las siguientes localidades:
- Al norte con Valderrey.
- Al noreste con Riego de la Vega.
- Al este con Toralino de la Vega.
- Al sur con Fresno de la Valduerna.
- Al suroeste con Tejados.
- Al oeste con Curillas.
- Al noroeste con Matanza.

## Demografía
Evolución de la población
| Gráfica de evolución demográfica de Bustos entre 2000 y 2017       |
|                                                                    |
| Población de derecho (2000-2017) según el padrón municipal del INE |

## Historia
Así se describe a Bustos en el tomo IV del Diccionario geográfico-estadístico-histórico de España y sus posesiones de Ultramar, obra impulsada por Pascual Madoz a mediados del siglo XIX:

Lugar en la provincia de León, partido judicial y diócesis de Astorga, audiencia territorial y capitanía general de Valladolid, ayuntamiento de Valderrey; situado en una llanura, con libre ventilación y clima sano. Tiene 42 casas con techo de paja, y una iglesia parroquial (San Pelayo), servida por un cura. Confina con términos de Riego de la Vega, Valderrey, Matanza y Tejados de Astorga. El terreno es de mediana calidad. Producciones: centeno, patatas y algún trigo. La industria se reduce a fabricación de paños del país, por lo que casi todos los vecinos se dedican a cardar lanas, tanto para el pueblo como para los inmediatos. Población: 40 vecinos, 164 almas. Contribución: con el ayuntamiento.
Diccionario geográfico-estadístico-histórico de España y sus posesiones de Ultramar